# Блаж Грегорц
Блаж Грегорц (словен. Blaž Gregorc; рођен 18. јануара 1990. у Јесеницама, СР Словенија) професионални је словеначки хокејаш на леду који игра на позицији одбрамбеног играча.
Грегорц је играчку каријеру започео у ХК МК Блед у сезони 2004/05. у националној омладинској лиги, те лиги Корушке. Професионалну каријеру започиње у сезони 2006/07. када је прешао у екипу Триглава из Крања. Након само 4 одигране утакмице у крањском тиму у сезони 2007/08. прелази у шведски тим Седертеље где је у прве две сезоне играо за јуниорску екипу, а од сезоне 2009/10. прелази у сениорски састав. Сезону 2012/13. одиграо је у данском Одензеу, одакле је прешао у Чешког екстралигаша Пардубице.
Први наступ за националну селекцију забележио је 2006. на светском првенству за играче до 18 година, док је у сениорској репрезентацији дебитовао на светском првенству 2011. године у Русији. Наступао је и на светским првенствима 2012. (дивизија I) и СП 2013, а такође је део олимпијског тима Словеније на Зимским олимпијским играма 2014. у Сочију.